# 밥 크루거
로버트 찰스 크루거(Robert Charles Krueger, 1935년 9월 19일 ~ 2022년 4월 30일)는 미국의 정치인이다.

## 학사
- 서던메소디스트 대학교 인문사회 학사
- 듀크 대학교 인문사회 석사
- 머튼 칼리지 문학 석사
- 머튼 칼리지 철학박사

## 경력
- 1975.01 ~ 1979.01 제94·95대 미국 텍사스주 제21선거구 연방하원의원
- 1991.01 ~ 1993.01 텍사스 철도위원회 위원장
- 1993.01 ~ 1993.06 제103대 미국 텍사스 연방상원의원
- 1994.06 ~ 1995.09 제12대 부룬디 주재 미국 대사
- 1996.07 ~ 1999.12 제10대 보츠와나 주재 미국 대사

## 역대 선거 결과
| 선거명      | 직책명                       | 대수 | 정당   | 득표율 | 득표수      | 결과 | 당락                   |
| ----------- | ---------------------------- | ---- | ------ | ------ | ----------- | ---- | ---------------------- |
| 1974년 선거 | 하원의원 (텍사스 제21선거구) | 94대 | 민주당 | 52.62% | 53,543표    | 1위  | 텍사스주 하원의원 당선 |
| 1976년 선거 | 하원의원 (텍사스 제21선거구) | 95대 | 민주당 | 71.04% | 149,395표   | 1위  | 텍사스주 하원의원 당선 |
| 1978년 선거 | 상원의원 (텍사스 제2부)      | 96대 | 민주당 | 49.26% | 1,139,149표 | 2위  | 낙선                   |